# Oxytorus corniger
Oxytorus corniger är en stekelart som först beskrevs av Setsuya Momoi 1965.  Oxytorus corniger ingår i släktet Oxytorus och familjen brokparasitsteklar. Inga underarter finns listade i Catalogue of Life.